# Diego Fernando Hernández
Diego Fernando Hernández Losada (Palmira, Valle del Cauca) es un ingeniero industrial de la Universidad Nacional de Colombia. En agosto de 2018 fue nombrado como director general del Departamento Administrativo de Ciencia, Tecnología e Innovación (Colciencias). En diciembre de 2019 fue encargado como Ministro de Ciencia, Tecnología e Innovación, mientras se nombraba un ministro formalmente, en ese cargo permaneció provisionalmente hasta la posesión de la científica chocoana Mabel Gisela Torres como la primera ministra de Ciencia, Tecnología e Innovación, y a la vez fue nombrado Viceministro de Conocimiento, Innovación y Productividad.

## Estudios
Diego Fernando Hernández es ingeniero industrial de la Universidad Nacional de Colombia, Magíster en Administración de Empresas de la Universidad del Valle, Magíster en Economía de la Universidad Javeriana, máster of Science in Finance de la Universidad de Illinois en Urbana-Champaign en los Estados Unidos y Doctor en Ciencias Económicas de la Universidad Nacional de Colombia.

## Director de Colciencias
Bajo su dirección y de la mano de actores del Gobierno Nacional y del sistema Nacional de Ciencia, Tecnología e Innovación, lideró la construcción de la estructura administrativa para el nuevo Ministerio de Ciencia, Tecnología e Innovación, además ha acompañado la iniciativa de la Misión Internacional de Sabios 2019, liderada por la vicepresidenta Marta Lucía Ramírez.

### Planes y Proyectos
Gracias a su gestión pública se logró materializar y posicionar el Plan Bienal de convocatorias 2019 - 2020 y promover la aprobación de proyectos de inversión que jalonan el desarrollo de los territorios. Además, bajo su liderazgo consiguió que por primera vez fuese incluido un capítulo dentro de las bases del plan nacional de desarrollo 2018 - 2022 sobre ciencia, tecnología e innovación que permitió dos importantes estímulos para potenciar el desarrollo de la investigación en el sector privado como lo es la figura de crédito fiscal para inversiones en CTel, aplicable también a la vinculación de PhD en las empresas.

## Cargos desempeñados
Ha sido Vicerrector de la Universidad Nacional de Colombia para la Ciudad Universitaria de Bogotá, docente Asociado de Dedicación exclusiva en su alma mater, Decano en la Facultad de Ingeniería en la misma institución, presidente de la Asociación Colombiana de Facultades de Ingenierías ACOFI, miembro del Comité Ejecutivo del "Global Engineering Deans Council GEDC" y par evaluador en programas de Colciencias y del Consejo Nacional de Acreditación.